# 2296 Kugultinov
2296 Kugultinov је астероид главног астероидног појаса са средњом удаљеношћу од Сунца која износи 3,181 астрономских јединица (АЈ).
Апсолутна магнитуда астероида је 11,3.